# Paul Ottino
Paul Ottino, né le 2 avril 1930 à Nice et mort le 25 septembre 2001 à Paris, est un ethnologue français.

## Biographie
Très tôt passionné par les voyages et la pratique des langues  il interrompit un début de carrière dans l'administration coloniale (Nord-Ouest de Madagascar de 1953 à 1956, Sahara) pour s'engager dans un autre rapport avec les sociétés et les personnes qu'il découvrait : l'ethnologie. 
Entré à l'Institut de recherche pour le développement (ORSTOM), il travaille dans le Sud-Ouest de Madagascar, puis il dirige l'Institut de Recherches Scientifiques de Polynésie française. Par la suite il occupe successivement les postes de professeur d'ethnologie à l'université Paris X-Nanterre et directeur d'études à l'École des hautes études en sciences sociales, avant de créer l'École doctorale en ethnologie à l'université de la Réunion. 
Ses très nombreux articles, ses cours magistraux, ses ouvrages reflètent sa démarche critique et réflexive, son approche qualifiée d'« anthropologie généralisée » et ses connaissances en histoire culturelle des régions du Pacifique et de l'océan Indien. 
Il parlait la plupart des langues européennes mais aussi l'arabe classique et dialectal, le swahili, le tahitien et le paumotu (Pa'umotu), le malgache standard et divers dialectes. Apprendre les langues et les parler correctement a été pour lui une passion parallèle à sa passion ethnographique. Quand il n'était pas sur le terrain, il consacrait ses loisirs à se perfectionner dans l'étude d'une langue et à se plonger dans les grands ouvrages théoriques.